# Jules Crochet
Pour les articles homonymes, voir Crochet.
Le docteur Jules Crochet, né à Dormans (France) le 2 juin 1902 et mort à Tinqueux le 29 novembre 1974, est un pionnier de l’aviation sanitaire.

## Biographie
Jules Crochet est à l'origine de l'aérodrome construit à Reims sur l'emplacement de l'actuel champ de courses. C'est sur ce terrain de Reims-Bezanne que l'aviateur Max Holste procède, au début des années 1950, aux vols d'essais du premier Max-Holste MH-1521 Broussard, un monoplan utilisé par l'armée de l'air (domaine médical, observation, largages) en raison de ses temps très courts de décollage et d'atterrissage. Ce même terrain d'aviation accueillait également un centre aéro-médical inauguré en 1936.
Durant les années 1930, il accomplit des missions médicales en Afrique pour le compte du gouvernement français. Son épouse, également pilote, l'accompagne dans ces missions.
C'est à bord de ses avions personnels (Caudron-Renault) qu'a été expérimentée la radio (phonie) aéronautique qui a remplacé les liaisons en morse. 
Jules Crochet a créé le premier caisson à dépression atmosphérique pour le traitement des maladies des voies respiratoires, telles que la coqueluche ou l'asthme. Il était secondé par son épouse pour l'utilisation de cet appareil (années 1950). Il pratiquait aussi au titre de gynécologue dans son cabinet médical de Reims, ainsi qu'à celui d'assistant en chirurgie à l'hôpital. À la suite de difficultés personnelles, il reprend du service comme médecin militaire commandant d'un hôpital à la fin de la guerre d'Indochine, où il échappe au massacre de l'hôpital où il est affecté.
Le docteur Jules Crochet repose dans le cimetière de Mareuil-le-Port.

## Hommages
À Reims, un rond-point baptisé le 15 novembre 1997 porte son nom.